# Phrynobatrachus pakenhami
Phrynobatrachus pakenhami är en groddjursart som beskrevs av Arthur Loveridge 1941. Phrynobatrachus pakenhami ingår i släktet Phrynobatrachus och familjen Phrynobatrachidae. IUCN kategoriserar arten globalt som starkt hotad. Inga underarter finns listade i Catalogue of Life.